# Єлизавета (Молдова)
Єлизаве́та (рум. Elizaveta) — село в Молдові. Адміністративно підпорядковане муніципію Бєльці.

## Населення
За даними перепису населення 2004 року у селі проживали 3523 особи.
Національний склад населення села:
| Національність       | Кількість осіб | Відсоток     |
| -------------------- | -------------- | ------------ |
| молдавани румуни     | 3447 13        | 97,8 % 0,4 % |
| росіяни              | 38             | 1,1 %        |
| українці             | 23             | 0,7 %        |
| євреї                | 1              | < 0,1 %      |
| інша / без відповіді | 1              | < 0,1 %      |
| Всього               | 3523           | 100 %        |